# Дворец Байтэддин
Дворец Байтэддин (араб. قصر بيت الدين‎) — шедевр ливанской дворцовой архитектуры 19 века в Байт-эд-Дине, Ливан.

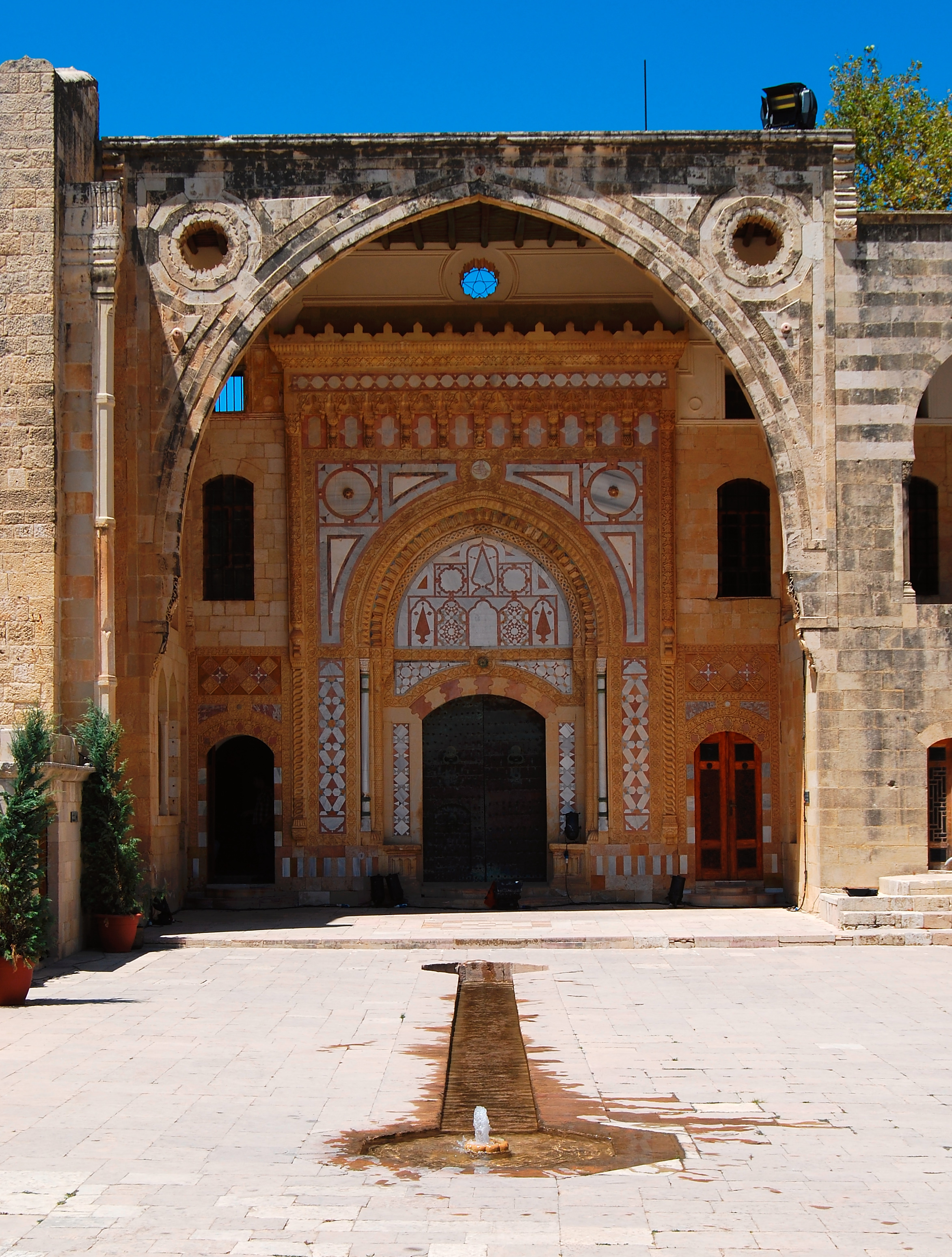
Входная дверь

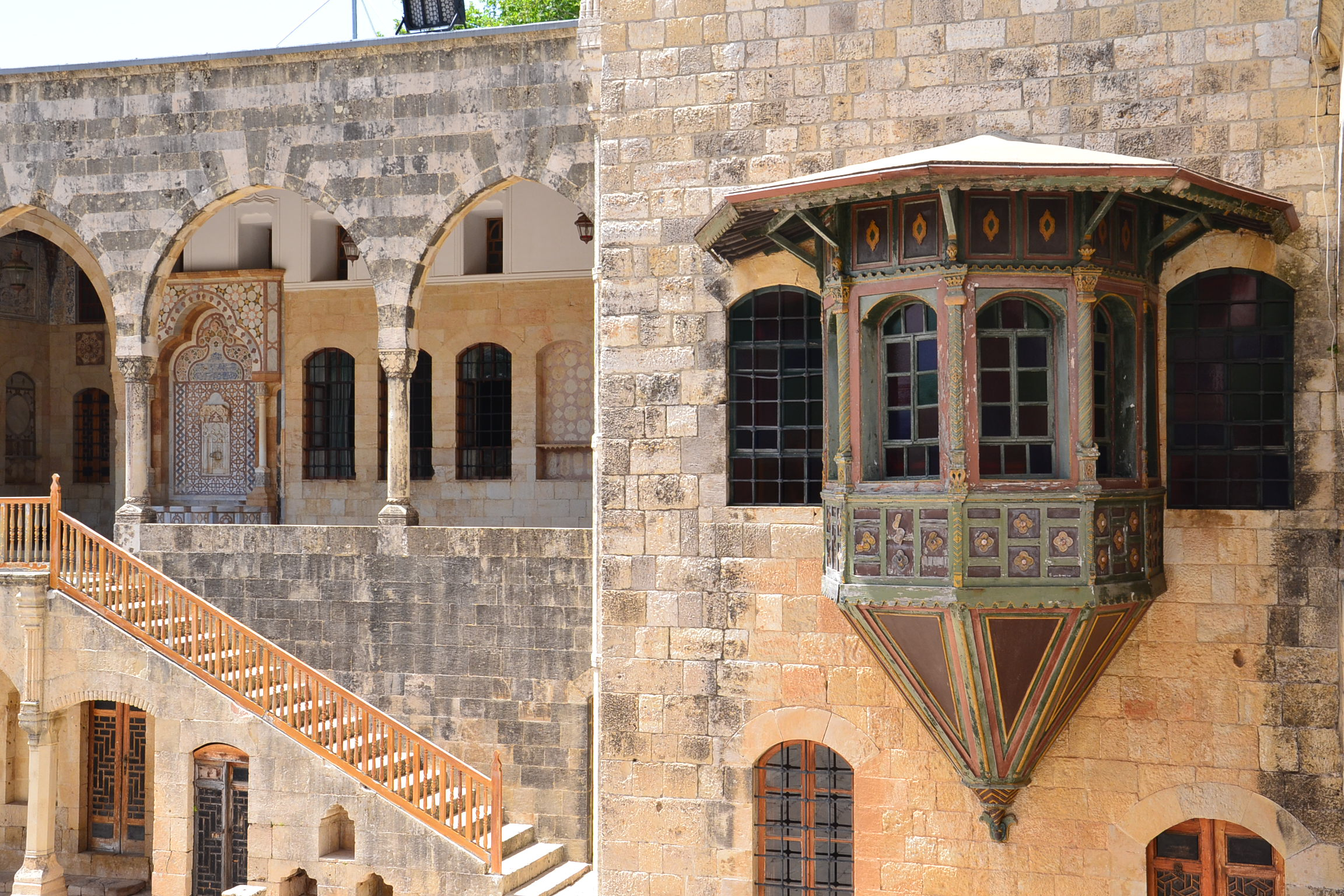
Решётчатый балкон, закрытый замысловатой деревянной отделкой

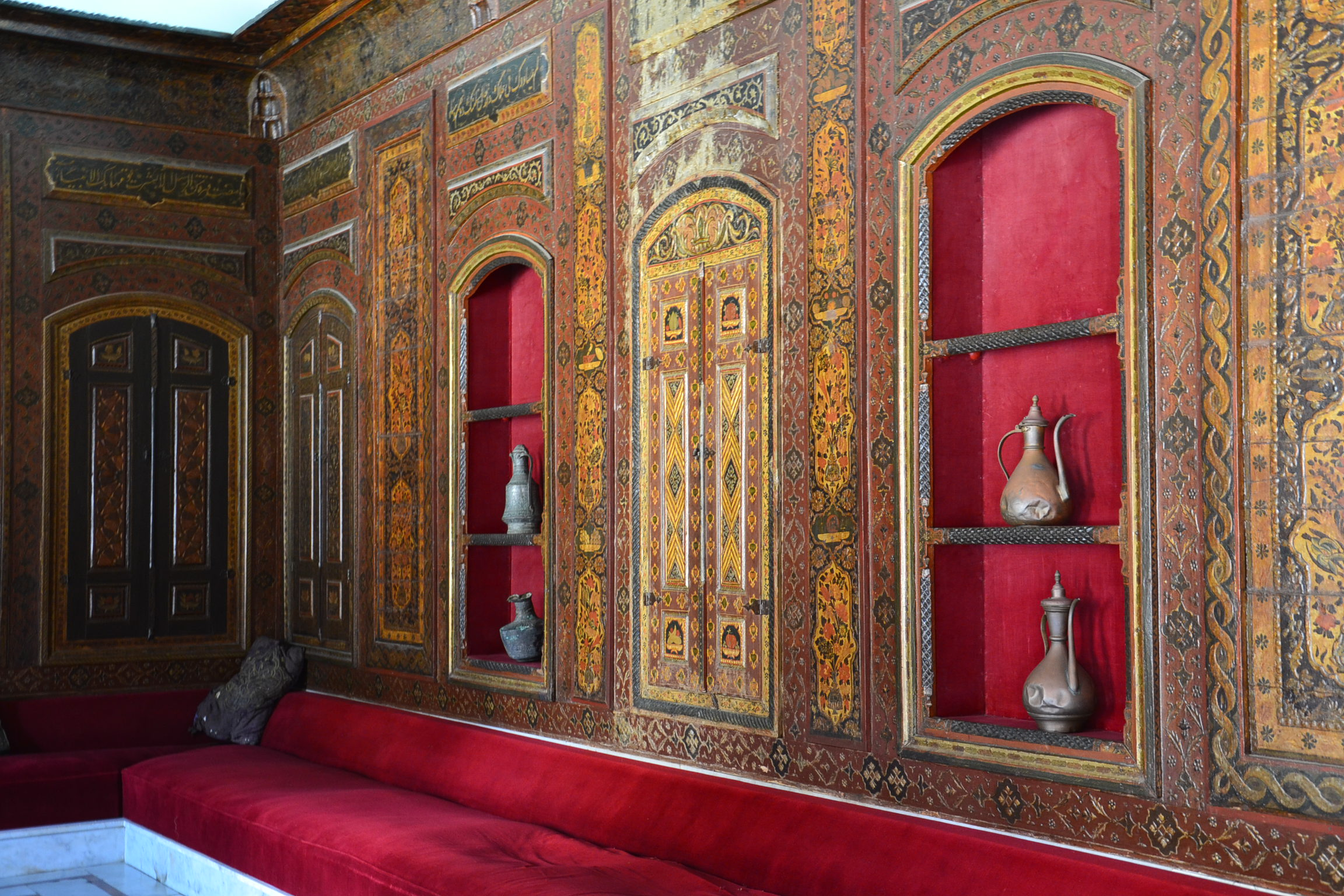
Резной узор по кедру

## История
Дворец находится в 45 километрах к юго-востоку от Бейрута на 900 метрах над уровнем моря. Строительством дворца занимался Эмир Башир II из династии Шехабов, впоследствии ставший правителем эмирата Горный Ливан. Возведение дворца заняло 30 лет в период с 1788 по 1818 год на месте друзского отшельничества. После 1840 года дворец использовался османами как правительственное здание. А Эмир, построивший его, умер в ссылке в Стамбуле. Во время французского мандата дворец служил местным административным учреждением.
В 1943 году дворец был объявлен официальной летней резиденцией президента. Во время гражданской войны в Ливане он был сильно поврежден, а в период израильской интервенции в 1982 году дворец был окончательно разграблен. Часть помещений дворца сегодня открыты для публики, а остальная комнаты по-прежнему являются летней резиденцией президента.

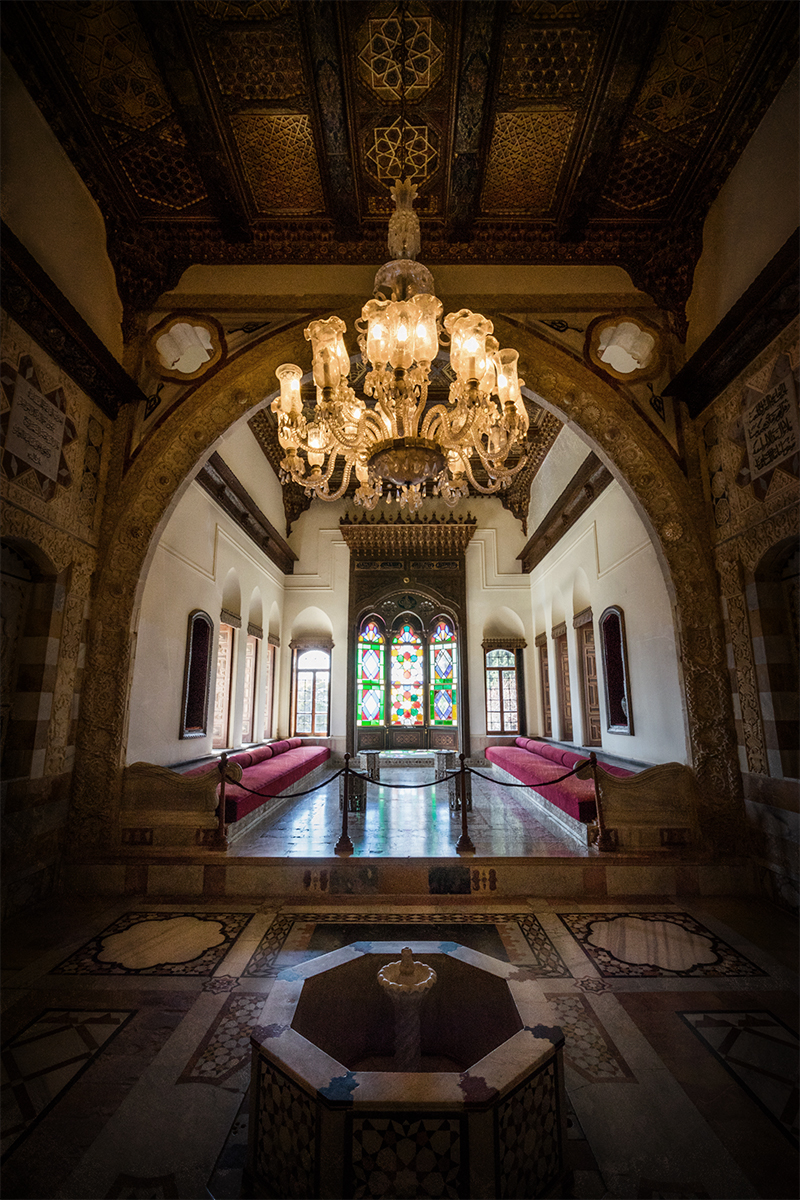
Внутренний зал

Ежегодно в июле и августе во дворце проходит один из ведущих фестивалей искусств Ближнего Востока, на котором выступают всемирно известные звёзды и ливанские художники. Помимо выступлений здесь организуются выставки, а впервые фестиваль был устроен в 1985 году, в эпоху гражданской войны как призыв к нормальности среди хаоса и безумия.

## Посещение дворца

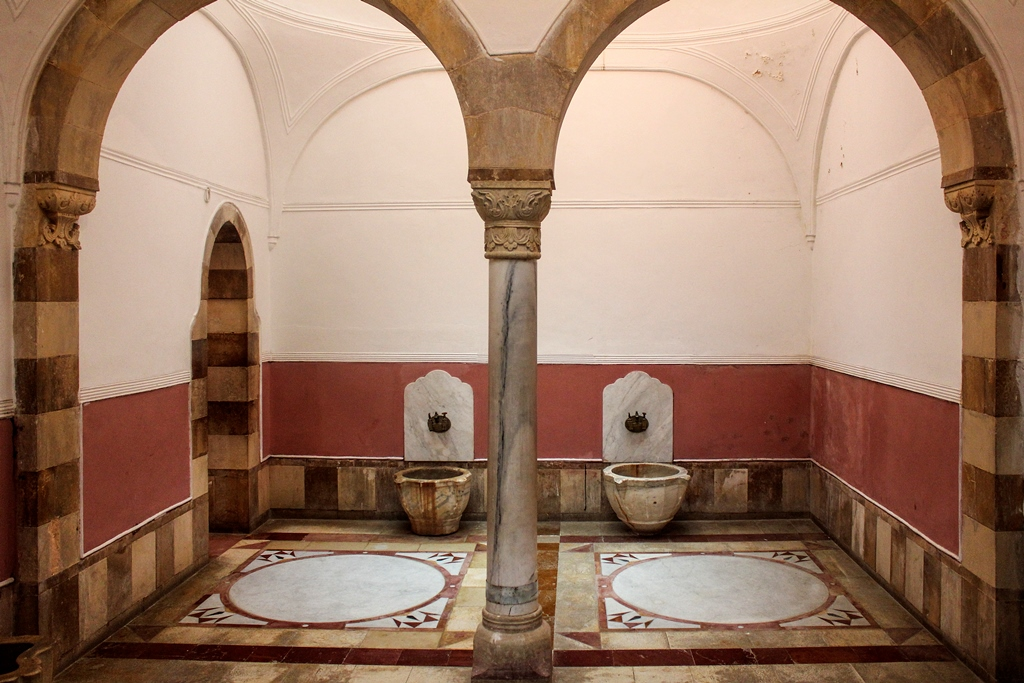
Дворцовые ванны

Передние ворота ведут в обширный двор, Дар Аль Барание или Аль Мидан. С северной стороны двор обнесен стеной Мадафа, длинного здания, в котором размещались гости.
Попадая в центральную часть дворца впечатляющий, но строгий вид внешнего двора и зданий уступает место восхитительной архитектуре с красивыми аркадами, балконами мандалунами, фонтанами, фасадами, комнатами из резного и расписного кедрового дерева, украшенными арабской каллиграфией, старинной мебелью, инкрустацией мрамором. Особое место занимает тонкая византийская мозаика 4 и 5 веков.
В дальнем конце двора расположены частные апартаменты Дар-эль-Харим, состоящие из большого и богато украшенного фасада, верхнего и нижнего гарема, селямлика, кухонь. На северной части находится хаммам, украшенный аркадами, изящными скульптурами и постоянной игрой света через витражи, установленные в куполообразной крыше.
За хаммамом находится затененная деревьями гробница эмира Башира Шехаба II, умершего в 1850 году в ссылке в Стамбуле и его первой жены.